# Hill City (Kansas)
Hill City és una població dels Estats Units a l'estat de Kansas. Segons el cens del 2000 tenia 1.604 habitants.

## Demografia
Segons el cens del 2000, Hill City tenia 1.604 habitants, 696 habitatges, i 448 famílies. La densitat de població era de 665,9 habitants/km².
Dels 696 habitatges en un 26,9% hi vivien nens de menys de 18 anys, en un 54,9% hi vivien parelles casades, en un 7,9% dones solteres, i en un 35,5% no eren unitats familiars. En el 32,6% dels habitatges hi vivien persones soles el 18% de les quals corresponia a persones de 65 anys o més que vivien soles. El nombre mitjà de persones vivint en cada habitatge era de 2,21 i el nombre mitjà de persones que vivien en cada família era de 2,8.
Per edats la població es repartia de la següent manera: un 21,3% tenia menys de 18 anys, un 6% entre 18 i 24, un 21,6% entre 25 i 44, un 25,9% de 45 a 60 i un 25,2% 65 anys o més.
L'edat mediana era de 46 anys. Per cada 100 dones de 18 o més anys hi havia 82,6 homes.
La renda mediana per habitatge era de 30.236 $ i la renda mediana per família de 36.500 $. Els homes tenien una renda mediana de 26.207 $ mentre que les dones 18.295 $. La renda per capita de la població era de 16.989 $. Entorn del 6,2% de les famílies i l'11,1% de la població estaven per davall del llindar de pobresa.

## Poblacions més properes
El següent diagrama mostra les poblacions més properes.